# 三銃士 (ミュージカル)
『三銃士』(オランダ語:3 Musketiere・ドイツ語:3 Musketiere・ハンガリー語:A 3 Testőr)はFerdi BollandとRob bollandの作詞・作曲、Andre Breedlandの脚本によるオランダで制作初演されたミュージカル作品である。物語はアレクサンドル・デュマの小説『三銃士』に基づいている。
ダルタニアンをBastiaan Ragas、ミレディをピア・ドゥーヴェスが演じ、2003年ロッテルダムで初演された。
日本では帝国劇場100周年記念作品として、2011年7月から8月にかけて上演。

## 各国の上演内容
ドイツでは2003年にベルリンにて上演され、ミレディ役をPia Douwesが引き続き演じた。ハンガリーでは2006年に上演された。韓国では2014年、2016年に上演された。
オリジナルのオランダ版は、最小限のセットとYan Taxによる抽象的な衣装が特徴で、その時代にはそぐわないものの、登場人物の印象やその時代の雰囲気を感じることができる。例えば、ミレディの衣装は主に皮とレースでできているのに対し、アンヌ王妃は本物の孔雀の羽からできたドレスの上に、派手な宝石を縫い付けたガウンを身にまとっている。
ドイツ版ではいくつか新曲が追加されたが、衣装はオランダ版と同じものが使われている。ただ、ミレディの「Where Did That Summer go?」 のときの衣装が、黒のレザーコートに乱れ髪から長い黒のベルベットのガウンにアップしていた髪を下ろした巻き髪になっている。また、ドイツ語版から舞台のセットは現実的に、そして時代に即したものとなり、近代的な衣装との差異が興味深いものとなっている。
『エリザベート』の慣例に従って、各地で上演版される度に新曲が追加されている。

## 主なナンバー
「オランダ語：ドイツ語：英語にて表記」
1. (なし) ： Prologue - Streetsinger ※オランダ版にはない
2. Nu/Heut ist der Tag ： Now/Today Is The Day - ダルタニアン
3. (なし) ： Milady ist zurück ： Milady is back - ミレディ ※ドイツ版より追加
4. Katholiek en Hugenoot ：(なし) ： Catholic and Huguenots - アンサンブル ※オランダ版のみ
5. Parijs ： Paris ： Paris - アンサンブル
6. O Heer ： O Herr ： Oh Lord - リシュリュー枢機卿
7. Vader ： Vater  ： Father - ダルタニアン
8. Mannen ： Männer ： Men - ミレディ・アンサンブル
9. Een voor allen ： Einer für alle ： All for One - アトス・ポルトス・アラミス・ダルタニアン
10. (なし) ： Liefde laat je nooit alleen ： Love will never leave your side - アトス ※オランダ版とハンガリー版のみ
11. (なし) ： Engel aus Kristall ： Crystal Angel - アトス ※ドイツ版のみ
12. Constance - ダルタニアン
13. Ik Ben Een Vrouw ： Wer kann schon ohne Liebe sein ： I Am A Woman / Who Can Live Without Love? - ミレディ・アンヌ王妃・コンスタンス
14. Jacht ： Jagd ： Hunt - 貴族たち
15. Deze Nacht ： (なし) ： Tonight - コンスタンス・ダルタニアン ※オランダ版とハンガリー版のみ
16. Alles ： Alles ： All I Ever Want - ダルタニアン・コンスタンス
17. Vecht ： (なし) ： Fight - オールキャスト ※オランダ版とハンガリー版のみ
18. (なし) ： Einer für alle (Reprise) ： All for one ※ドイツ版のみ

1. Prologue Act 2 (Streetsinger)
2. Niet van Steen ： Nicht Aus Stein ： Not Made Of Stone - リシュリュー枢機卿
3. Twijfel ： Kein Geteiltes Leid ： Doubt/Unshared Sorrow - アンヌ王妃
4. Knipoog van God ： Gott lächelt uns zu ： A Wink From God/God Smiles On Us - コンスタンス
5. Geloof mij ： Glaubt mir ： Believe Me - リシュリュー枢機卿
6. Waar bleef die zomer? ： Wo Ist Der Sommer?  ： Where Did That Summer Go? - ミレディ ※後期ドイツ版ではアトスとのデュエットに
7. Vive Le Roi  ： Long Live The King - オールキャスト

## 日本での上演
2011年 - 初演
帝国劇場100周年記念作品として、2011年7月から8月にかけて上演、9月には博多座にて上演。
演出は山田和也、制作は東宝。
2024年
9月には日生劇場、10月には広島文化学園HBGホールとSkyシアターMBSにて上演。
演出はフィリップ・マッキンリー、主演は坂本昌行、製作は松竹、制作はクオラス。
補足
2011年に帝国劇場で上演された作品と2024年に日生劇場で上演された作品は全く別の作品です。
2024年版の追記をされた方が同一作品と勘違いして追記しているものと思われます。
このページは本来、オランダで制作された作品について記されています。三銃士_(曖昧さ回避)を参照。
上記の作品概要、作曲家、作詞家、楽曲リストも、オランダで制作され、2011年に帝国劇場上演された作品の内容についてです。
2024年に日生劇場で上演された作品は作曲家等全く異なります。
ひとまず削除はせず注意書きとして記します。
|                    | 2011年                              | 2024年           |
| ------------------ | ----------------------------------- | ---------------- |
| ダルタニャン       | 井上芳雄                            | 末澤誠也         |
| アトス             | 橋本さとし                          | 坂本昌行         |
| アラミス           | 石井一孝                            | 上口耕平         |
| ポルトス           | 岸祐二                              | 原田優一         |
| ミレディ           | 瀬奈じゅん                          | シルビア・グラブ |
| リシュリュー枢機卿 | 山口祐一郎                          | 今井清隆         |
| アンヌ王妃         | シルビア・グラブ                    |                  |
| コンスタンス       | 和音美桜                            | 屋比久知奈       |
| ロシュフォール     | 吉野圭吾（帝国） 原慎一郎（博多座） |                  |
| バッキンガム公爵   | 伊藤明賢                            |                  |
| ルイ13世           | 今拓哉                              |                  |
| 役者／ジェームズ   | 坂元健児                            |                  |
| ジュサック         |                                     | 上山竜治         |